# パラッツォーロ・スッローリオ
パラッツォーロ・スッローリオ（伊: Palazzolo sull'Oglio）は、イタリア共和国ロンバルディア州ブレシア県にある、人口約2万人の基礎自治体（コムーネ）。

## 地理

### 位置・広がり
ブレシア県西部に位置するコムーネで、西にベルガモ県と境を接する。ベルガモから南東へ20km、県都ブレシアから西北西へ26km、州都ミラノから東北東へ57kmの距離にある。

#### 隣接コムーネ
隣接するコムーネは以下の通り。括弧内のBGはベルガモ県所属を示す。
- アドロ
- カプリオーロ
- カステッリ・カレーピオ (BG)
- キアーリ
- コローニェ
- エルブスコ
- グルメッロ・デル・モンテ (BG)
- パロスコ (BG)
- ポントーリオ
- テルガーテ (BG)

### 地勢
- オーリオ川

### 地震分類
イタリアの地震リスク階級 (it) では、3 に分類される
。